# Diadegma densepilosellum
Diadegma densepilosellum är en stekelart som först beskrevs av Cameron 1911.  Diadegma densepilosellum ingår i släktet Diadegma och familjen brokparasitsteklar. Inga underarter finns listade i Catalogue of Life.